# 玫瑰星雲
玫瑰星雲（也稱為科德韋爾49 ）是一個大的球形電離氫區（外觀呈現圓形），位置在麒麟座，是銀河系內的一個巨大分子雲接近末端的部分。  疏散星團NGC 2244（科德韋爾50）內的恆星是由這個星雲的物質形成的，因此與這個星雲緊密的結合。
這一群星雲包括下列幾個NGC天體：
- NGC 2237 – 星雲的一部分（也用來表示整個星雲）
- NGC 2238 – 星雲的一部分
- NGC 2239 – 星雲的一部分（被約翰·赫歇爾發現）
- NGC 2244 – 在星雲內的疏散星團 （在1690年約翰·佛蘭斯蒂德發現）
- NGC 2246 – 星雲的一部分

這個星團和星雲距離地球約5,000光年，測量得到的直徑大約是130光年。來自年輕恆星的輻射激發星雲中的原子，使得這個星雲成為我們看見的發射星雲。估計星雲的質量大約是10,000太陽質量。
錢德拉X射線天文台對這個星雲的調查顯示，在玫瑰星雲內有許多新誕生的光學恆星鑲嵌在稠密的分子雲中。總共有大約2,500顆恆星存在於這個恆星形成的複合體內，包括大質量的O型星 HD 46223和HD 46150，主要負責吹出電離的氣泡。
大部分正在進行的恆星形成活動都發生在緻密的分子雲中朝向東南的氣泡。
在氣泡中的恆星之間，也可以看見瀰漫的X射線輝光，這歸因於溫度從100萬至1,000萬K的超高溫電漿。
這比電離氫區的10,000K電漿要熱得多，而這很可能是由大質量的O形星產生的衝擊波熱風引起的。

## 觀察玫瑰星雲
足夠黑暗的場所是必須的。使用雙筒望遠鏡可以看見雲氣中的星團，在小望遠鏡中也可以清楚的看到，但星雲本身難以直接看到，需要一個低倍數的望遠鏡來觀賞。照相很容易拍攝到玫瑰星雲，而這也是唯一能記錄紅色的方法，肉眼是看不出顏色的。

## 圖集

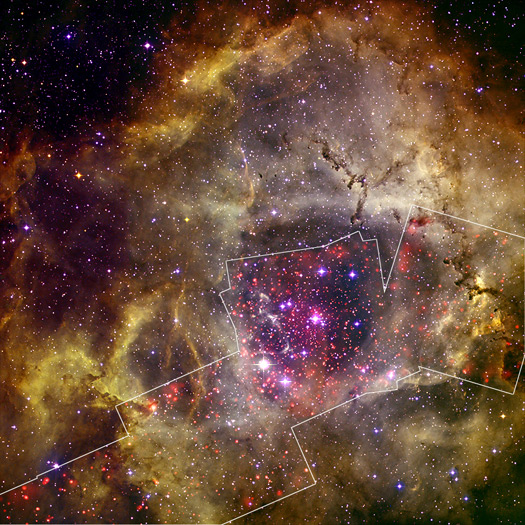
可見光和X射線（紅色）看見的玫瑰星雲。
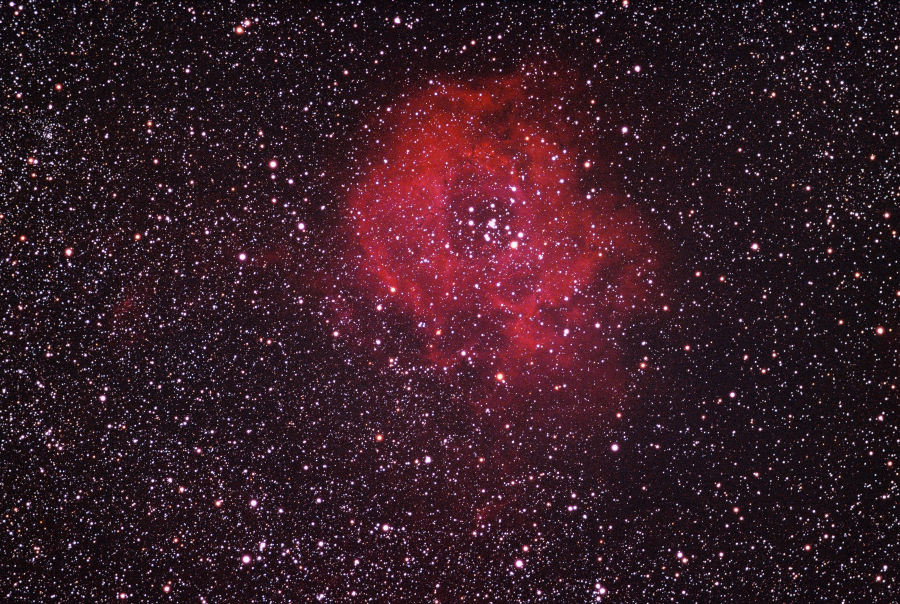
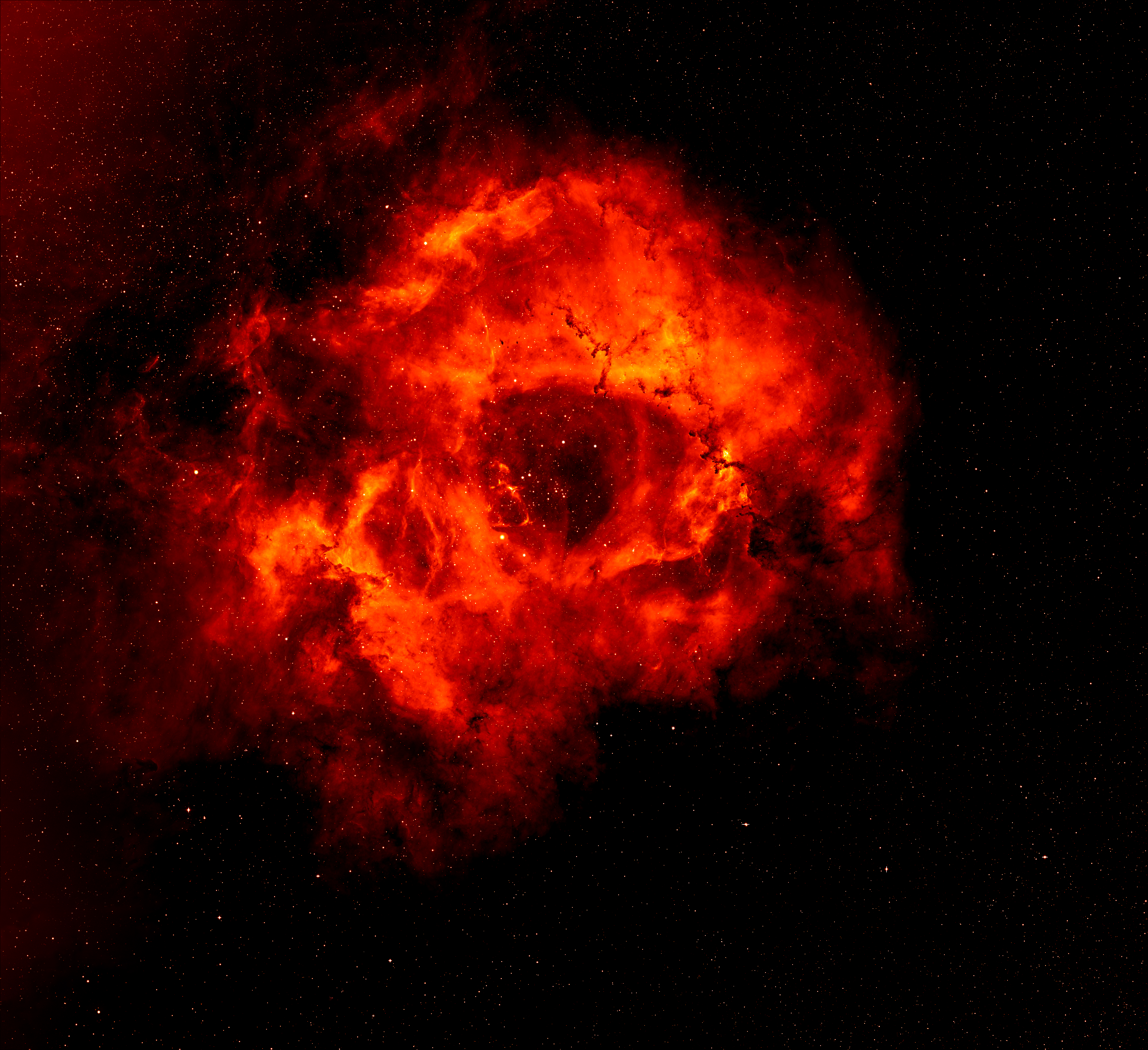
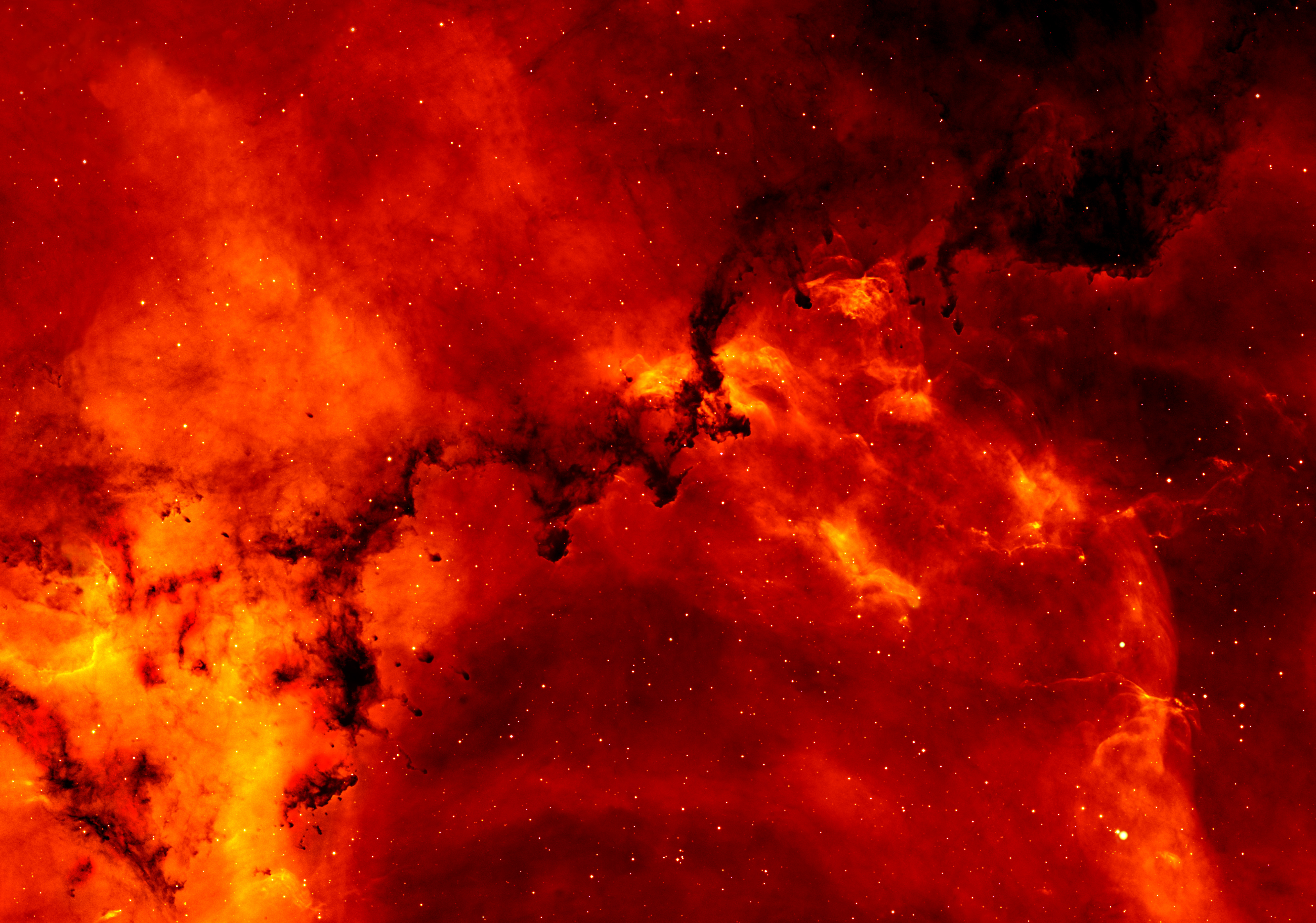
玫瑰星雲的特寫。
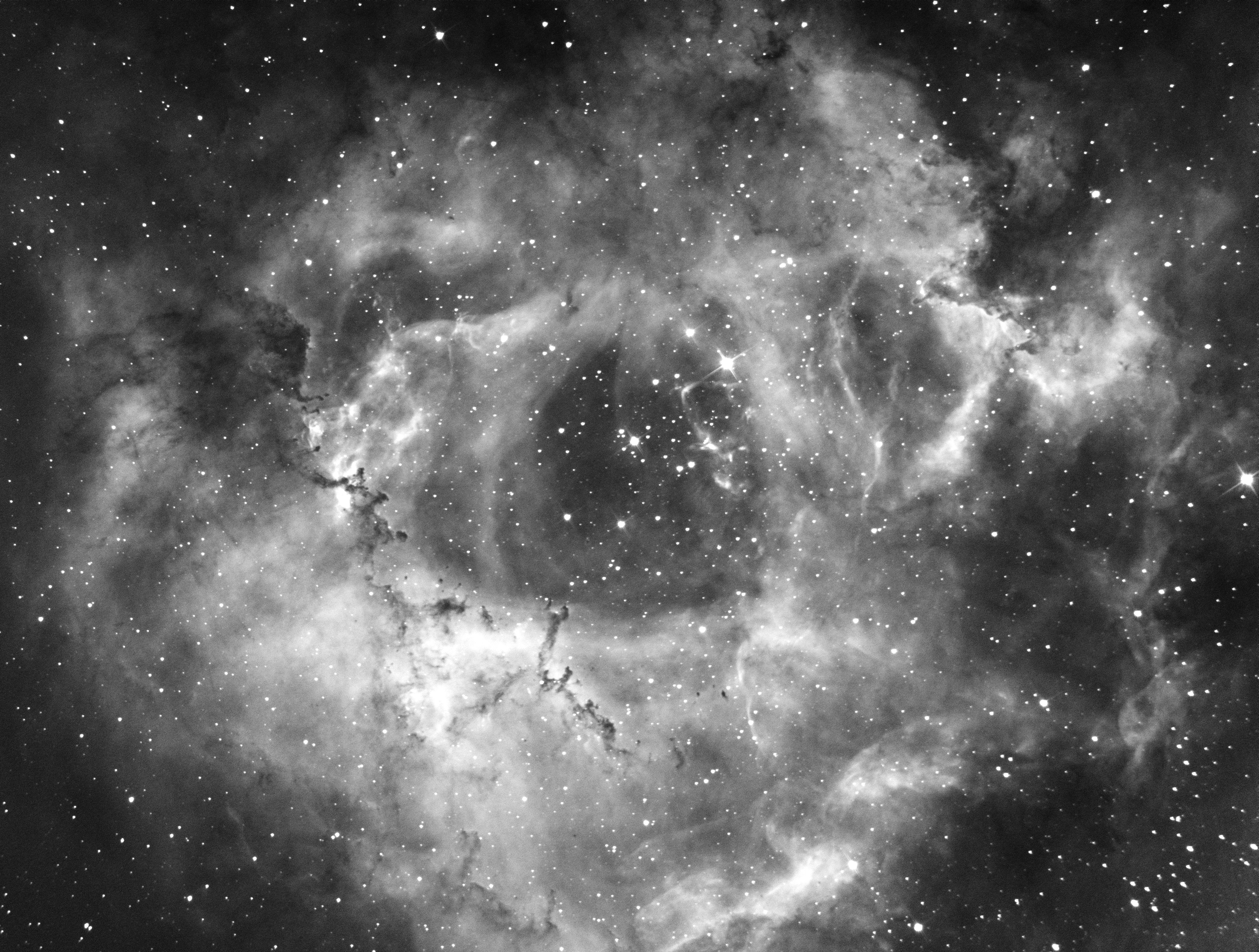
使用Hα濾鏡拍攝的玫瑰星雲。
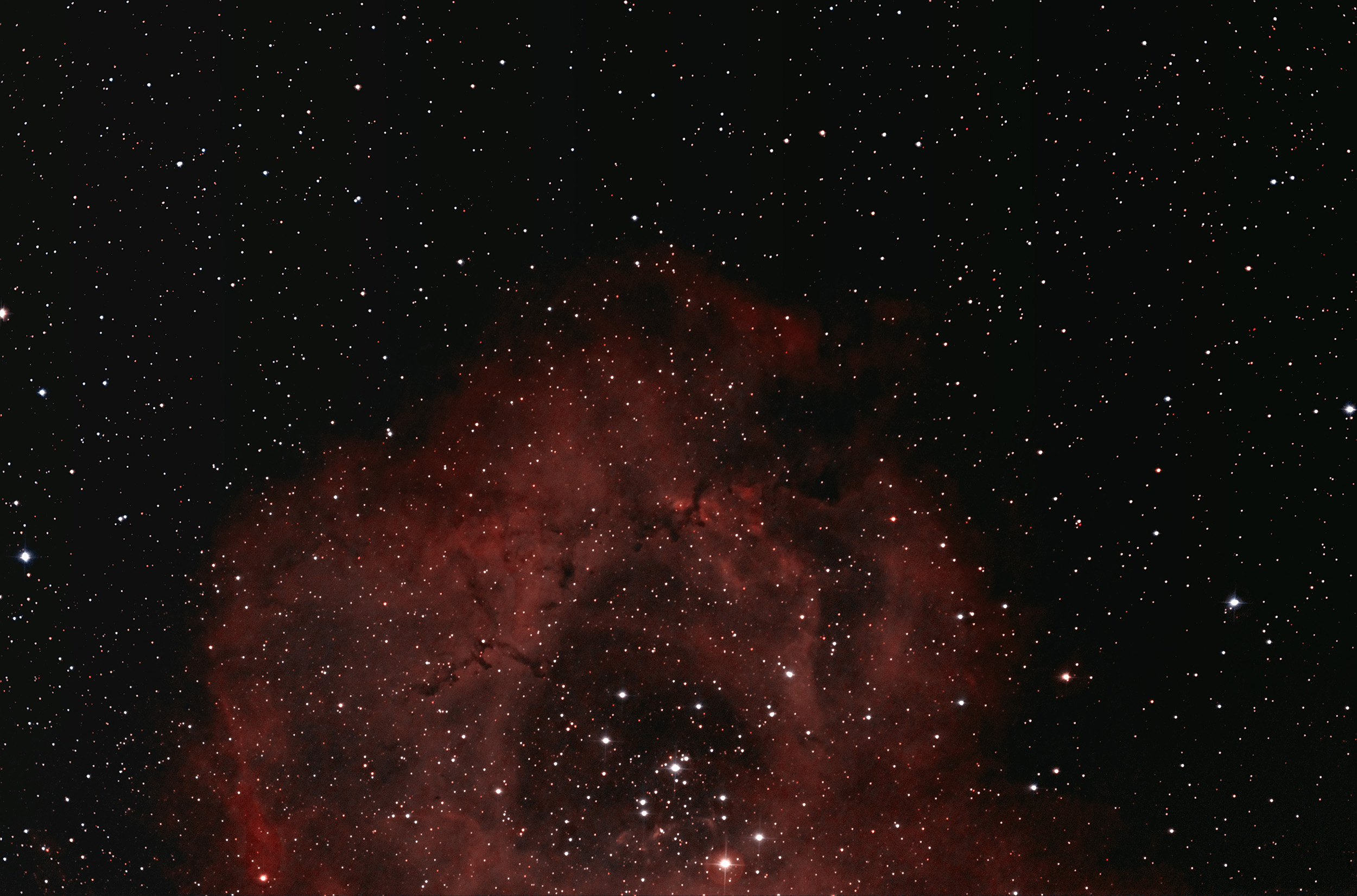
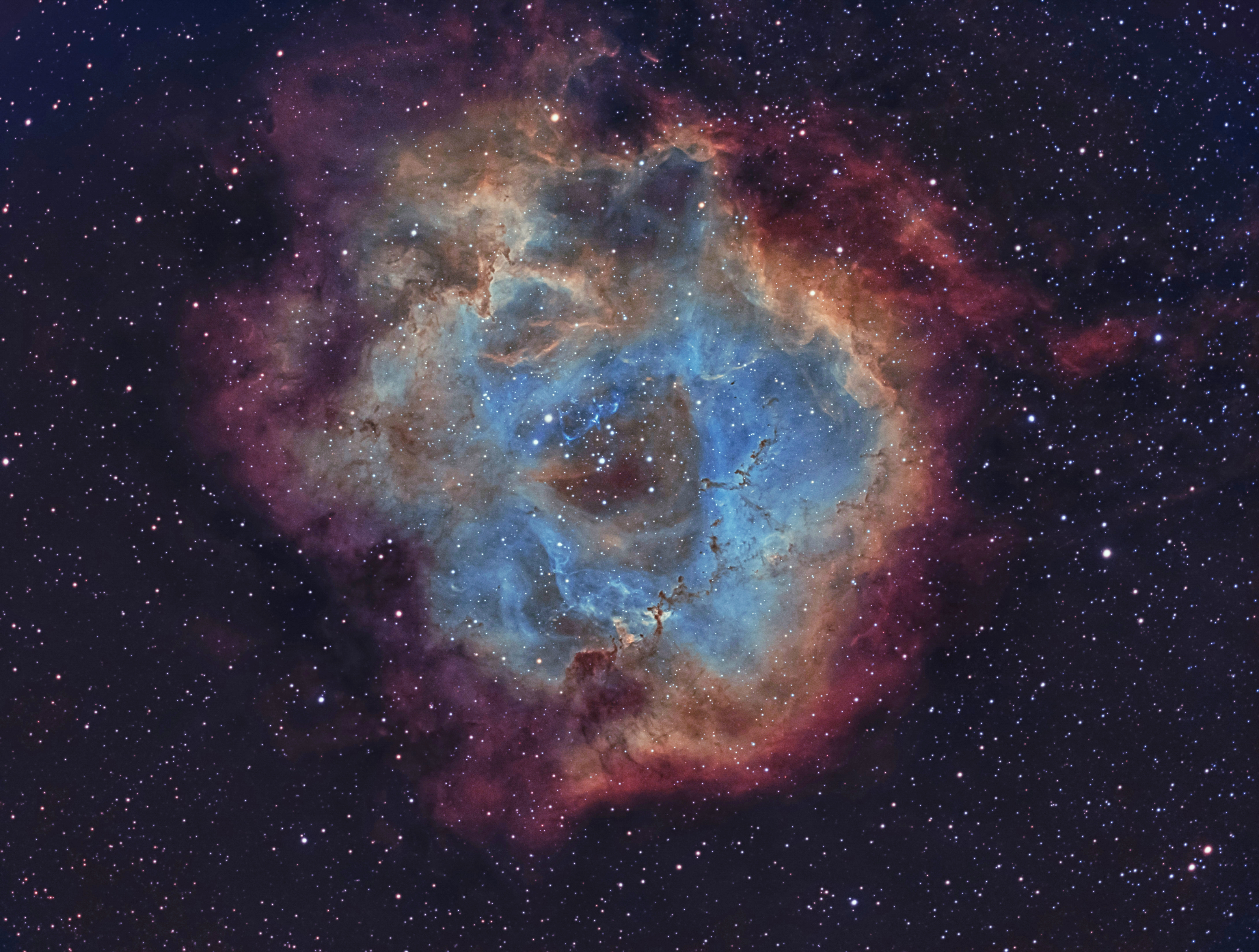
哈伯經典色板（Ha/OIII/SII）拍攝的NGC 281。

## 外部連結
- Rosette Nebula (SEDS) （页面存档备份，存于）
- Chandra Observatory study of the Rosette Nebula （页面存档备份，存于）
- NOAO; "Fitful Young Star Sputters to Maturity in the Rosette Nebula" （页面存档备份，存于）
- NightSkyInfo.com – Rosette Nebula （页面存档备份，存于）
- Astronomy Picture of the Day
  - Dust Sculptures in the Rosette Nebula （页面存档备份，存于） – 2007 June 6
  - Dust Sculptures in the Rosette Nebula （页面存档备份，存于） – 2009 December 2
  - Field of Rosette （页面存档备份，存于） – 2010 February 14
- Slooh Videocast on Rosette Nebula （页面存档备份，存于）
- Rosette Nebula from the Netherlands （页面存档备份，存于）
- Deep image of the Rosette Nebula （页面存档备份，存于）
- The Scale of the Universe （页面存档备份，存于） (Astronomy Picture of the Day 2012 March 12)
- WikiSky上关于玫瑰星雲的内容：DSS2, SDSS, GALEX, IRAS, 氢α, X射线, 天文照片, 天图, 文章和图片
- Rosette Nebula at Constellation Guide （页面存档备份，存于）